# Messier 61
Messier 61 (M61 ili NGC 4303) je spiralna galaksija u zviježđu Djevici.
Otkrio ju je Barnaba Oriani 5. svibnja 1779. godine dok je pratio komet. Charles Messier ju je vidio istog dana kada i Barnabus Oriani, ali ju je zamijenio za komet. Šest dana kasnije Messier je shvatio da se ne radi o kometu nego o maglici pa ju je uvrstio u svoj katalog.

## Svojstva
M61 je jedno od najveći galaktika u skupu Virgo. Njen prividni promjer od 6' odgovara linearnim dimenzijama od 100.000 svjetlosnih godina. Udaljenost galaktike je oko 60,000.000 svjetlosnih godina. Galaksije je sjajem i dimenzijama slična našoj Mliječnoj stazi (Kumovoj slami).
Od 1926. do danas ovdje je otkriveno šest supernova: SN 1926A, SN 1961I, SN 1964F, SN 1999gn, SN 2006ov i SN 2008in.

## Amaterska promatranja
Galaksiju M61 malo je teže promatrati jer je okrenuta naličjem. Zbog toga je njen površinski sjaj nešto niži i zahtjeva tamnije nebo za detekciju. U teleskopu promjera 20 cm se vidi kao tamna, okrugla mrlja sa sjajnijim središtem. Naznake spiralne strukture mogu se nazrijeti u teleskopu promjera 40 cm.

## Vanjske poveznice
- (eng.) SEDS: NGC 4303
- (eng.) Revidirani Novi opći katalog
- (eng.) Izvangalaktička baza podataka NASA-e i IPAC-a
- (eng.) Astronomska baza podataka SIMBAD
- (eng.) VizieR